# Twin Forks (Új-Mexikó)
Twin Forks statisztikai település az új-mexikói Otero megyében, az Egyesült Államokban. A 2020-as népszámlálás idején a lakosság száma 228 fő volt. Áthalad rajta a 82-es autópálya.

## Népesség
| 2010 | 196 |
| 2020 | 228 |

### Demográfia
A 2020-as népszámlálás idején Twin Forks lakossága 228 fő volt. A lakosság 30,1%-a rendelkezett egyetemi végzettséggel és 22,9%-a állt munkában. Összesen 107 család élt a területen ebben az időszakban.